# Donjon de Salles-sur-l'Hers
Le donjon de Salles-sur-l'Hers est un donjon situé à Salles-sur-l'Hers, en France.

## Localisation
Le donjon est situé sur la commune de Salles-sur-l'Hers, dans le département français de l'Aude.

## Historique
L'édifice est inscrit au titre des monuments historiques en 2003.